# 2022년 동계 올림픽 그리스 선수단
2022년 동계 올림픽 그리스 선수단은 2022년 2월 4일부터 2월 20일까지 중화인민공화국 베이징에서 개최되는 2022년 동계 올림픽에 참가한 올림픽 그리스 선수단이다. 올림픽 창설국으로서 전통에 따라, 그리스가 개막식에서 가장 먼저 입장하였다. 그리스는 아직 동계 올림픽에서 메달을 딴 적이 없다.
아포스톨로스 안젤리스와 마리아 다누는 개막식에서 이 나라의 기수였다. 한편, 알파인 스키 선수 이오아니스 안토니우는 폐막식에서 기수를 맡았다.

## 참가 규모
다음은 이번 대회의 종목별 참가 선수 규모이다.
| 종목              | 남자 | 여자 | 총합 |
| ----------------- | ---- | ---- | ---- |
| 알파인스키        | 1    | 1    | 2    |
| 크로스컨트리 스키 | 1    | 2    | 3    |
| 총합              | 2    | 3    | 5    |

## 알파인스키
기본 자격 기준을 충족함으로써 그리스는 남자 한 명과 여자 한 명의 알파인 스키 출전 자격을 얻었다.
| 선수                | 종목        | 1차 시도 | 1차 시도 | 2차 시도  | 2차 시도  | 종합      | 종합      |
| 선수                | 종목        | 기록     | 순위     | 기록      | 순위      | 기록      | 순위      |
| ------------------- | ----------- | -------- | -------- | --------- | --------- | --------- | --------- |
| 이오아니스 안토니우 | 남자 대회전 | DNF      | DNF      | 진출 실패 | 진출 실패 | 진출 실패 | 진출 실패 |
| 이오아니스 안토니우 | 남자 회전   | 59.48    | 36       | 54.81     | 28        | 1:54.29   | 29        |
| 마리아 치오볼루     | 여자 대회전 | DNF      | DNF      | 진출 실패 | 진출 실패 | 진출 실패 | 진출 실패 |
| 마리아 치오볼루     | 여자 회전   | DNF      | DNF      | 진출 실패 | 진출 실패 | 진출 실패 | 진출 실패 |

## 크로스컨트리
크로스컨트리 종목에서 남자 1명, 여자 2명의 출전권을 확보하였다.
강풍과 악천후로 인해 2월 19일에 열린 남자 자유형 50km 경기는 28.4km로 단축되었다.
거리종목
| 선수                  | 종목                    | 종합      | 종합     | 종합 |
| 선수                  | 종목                    | 시간      | 감점     | 순위 |
| --------------------- | ----------------------- | --------- | -------- | ---- |
| 아포스톨로스 안젤리스 | 남자 50km 단체출발 프리 | 1:34:04.2 | +22:31.5 | 59   |
| 마리아 다누           | 여자 10km 클래식        | 37:39.4   | +9:33.1  | 88   |
| 마리아 다누           | 여자 30km 단체출발 프리 | LAP       | LAP      | 61   |
| 네펠리 티타           | 여자 10km 클래식        | 42:12.1   | +14:05.8 | 98   |

스프린트
| 선수                    | 종목      | 예선    | 예선 | 준준결승  | 준준결승  | 준결승    | 준결승    | 결승      | 결승      |
| 선수                    | 종목      | 기록    | 순위 | 기록      | 순위      | 기록      | 순위      | 기록      | 순위      |
| ----------------------- | --------- | ------- | ---- | --------- | --------- | --------- | --------- | --------- | --------- |
| 아포스톨로스 안젤리스   | 남자 개인 | 3:20.87 | 83   | 진출 실패 | 진출 실패 | 진출 실패 | 진출 실패 | 진출 실패 | 진출 실패 |
| 마리아 다누             | 여자 개인 | 4:04.66 | 89   | 진출 실패 | 진출 실패 | 진출 실패 | 진출 실패 | 진출 실패 | 진출 실패 |
| 네펠리 티타             | 여자 개인 | 4:14.48 | 87   | 진출 실패 | 진출 실패 | 진출 실패 | 진출 실패 | 진출 실패 | 진출 실패 |
| 마리아 다누 네펠리 티타 | 여자 단체 | 빈칸    | 빈칸 | 빈칸      | 빈칸      | LAP       | 13        | 진출 실패 | =23       |